# Geometra
Il geometra (abbreviato geom.) è il professionista che misura, valuta e progetta opere pubbliche o private di modesta entità. Può inoltre progettare opere di modesta entità in calcestruzzo armato. Il suo percorso di studi gli consente di stimare la proprietà privata, costruita o non, la superficie e il sottosuolo oltre che operare nel settore urbanistico, della direzione dei lavori e della sicurezza. La preparazione scolastica offre inoltre i primi approcci agli impianti idrici e fognari ed altri materiali da costruzione, calcestruzzo armato compreso. Il lavoro del geometra concerne prevalentemente i lavori di progettazione edilizia, impiantistica sui beni immobili. Ma il percorso di studi svolto lo prepara anche alla conoscenza dei diritti reali di godimento. La sua competenza è specialistica e comprende anche materie tecniche, topografiche, giuridiche, fiscali, economiche, beni agricoli e sociali. 

## Etimologia e origini
La parola geometra ha la stessa genesi di geometria, dal greco gheōmétrēs composto di ghê 'terra' e un derivato di métrein 'misurare', rilevando così la vocazione originale del geometra: quella cioè di agrimensore, ossia "misuratore della terra".
Nell'antico Egitto gli agrimensori erano i funzionari del Re che provvedevano, mediante il semplice utilizzo di corde annodate, a ripristinare i confini dei campi, dopo che le inondazioni del Nilo avevano cancellato i confini. 
La nascita della figura del geometra viene fatta risalire all'organigramma della Legione romana, nel quale era prevista la figura del mensor, una sorta di geometra ante litteram incaricato, tra le altre incombenze, di tracciare le linee base dei castra aestiva; gli accampamenti temporanei che i legionari costruivano durante i loro spostamenti.

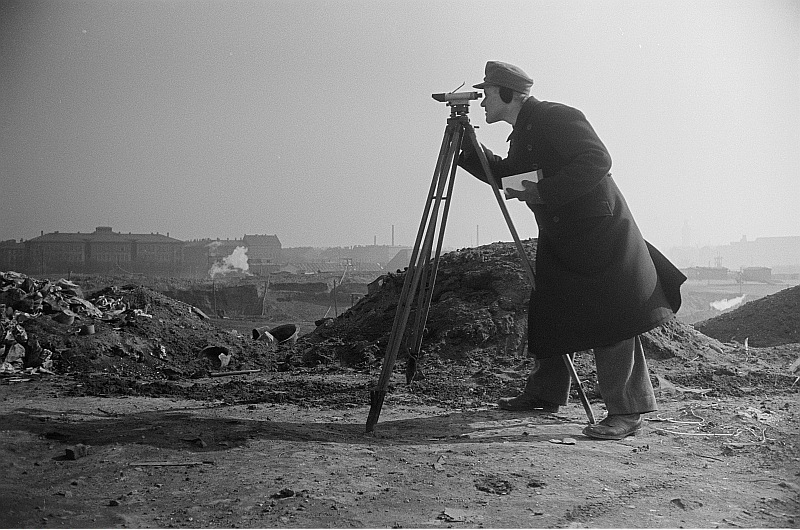
Geometra nella zona di rilevamento

## Nel mondo

### Italia
In Italia, il geometra è una figura professionale che opera prevalentemente nel settore edilizio, topografico ed estimativo. Il Regio Decreto 11 febbraio 1929, n. 274 che istituisce, in sostituzione del perito agrimensore, tale professione in Italia, abilita il geometra all'espletamento di molteplici attività tecniche, tra le quali la progettazione edile civile e rurale e la direzione dei lavori delle opere edili, le diverse operazioni topografiche tra cui la misurazione dei terreni e la stima di beni mobili ed immobili.

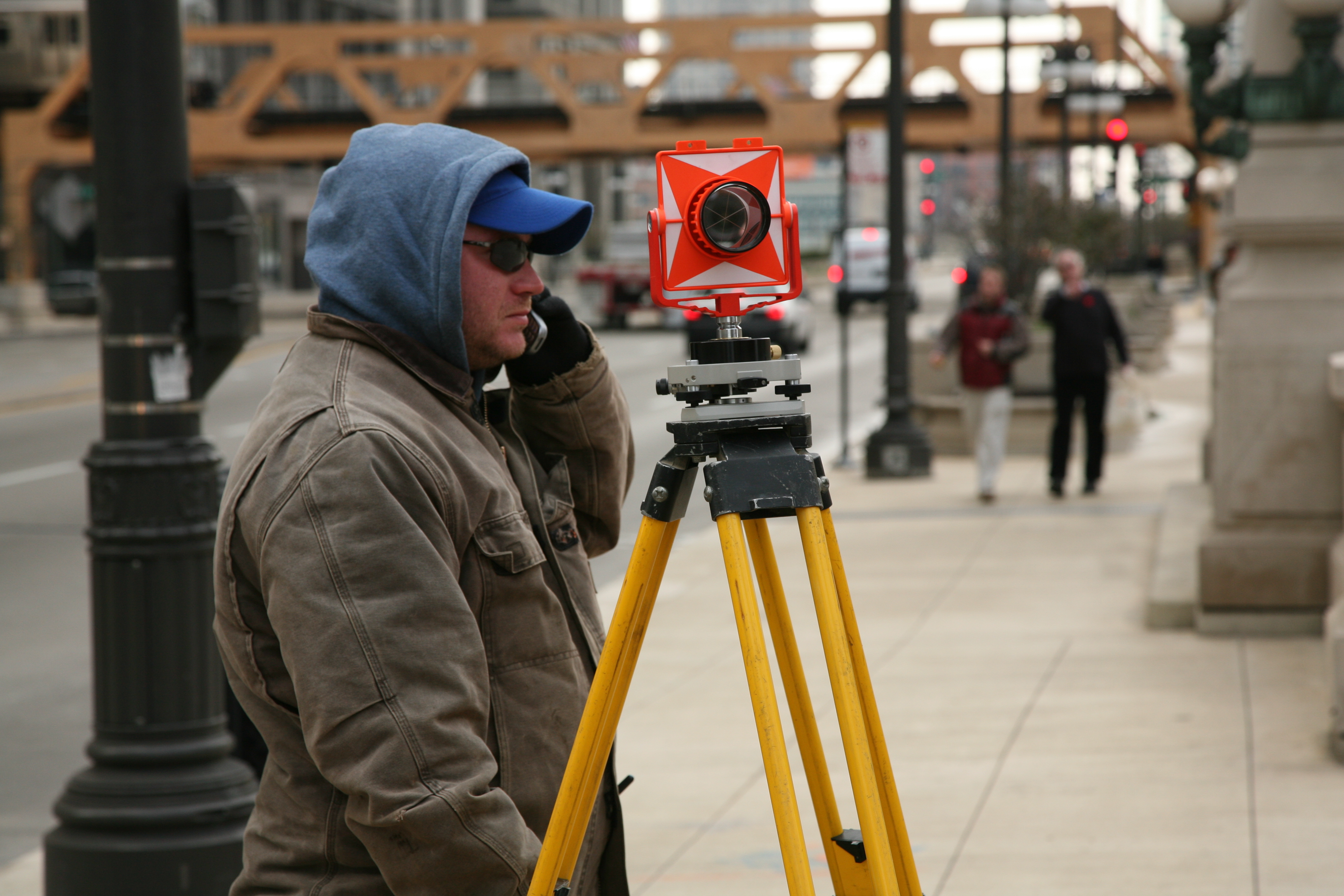
Un geometra in azione con un riflettore a raggi infrarossi utilizzato per la misurazione della distanza

### Regno Unito
Il chartered building surveyor (trad. "geometra qualificato") è una figura professionale, normata nel Regno Unito, assimilabile a quella del geometra. Si acquisisce il titolo tramite l'iscrizione al RICS (Royal Institution of Chartered Surveyors). Fino alla fine del XX secolo, alcuni geometri potevano far parte anche del ISVA (Incorporated Society of Valuers and Auctioneers), ma tale organizzazione si fuse al RICS nel 1999.
I chartered surveyor offrono valutazioni ai fini della concessione di mutui, assistenza all'acquisto di immobili (stime comprese), assistenza nei progetti edilizi, indagini sugli immobili, servizi catastali, vendite all'asta, gestione di patrimoni immobiliari e altre consulenze tecniche in materia.